# Tanimainiku Village
Tanimainiku Village är en ort i Kiribati.   Den ligger i örådet Butaritari och ögruppen Gilbertöarna, i den norra delen av landet, 200 km norr om huvudstaden Tarawa. Tanimainiku Village ligger 14 meter över havet och antalet invånare är 229.
Terrängen runt Tanimainiku Village är mycket platt.  Närmaste större samhälle är Kuma Village, 10,9 km nordost om Tanimainiku Village. 